# Семвайз Дідьє
Семвайс Дідьє (англ. Samwise Didier; нар. 1971 Хьюстон, Каліфорнія) — американський художник, що працює в компанії Blizzard Entertainment на посаді артдиректора.

## Біографія

### Дитинство
Семвайз «Сем» Дідьє (Samwise «Sam» Didier) — народився в 1971 році в США в місті Х'юстон (штат Каліфорнія). Вже з малих років Сем проявляв щирий інтерес до малювання і вражав всіх навколо своїми малюнками, які вже тоді важко було назвати «дитячими». Він з дитинства захоплювався коміксами. Саме вони підштовхнули його до того, щоб взяти в руки олівець і почати малювати свої власні шедеври.

### Кар'єра

#### Початок
У 1991 році Дідьє почав працювати в компанії Blizzard Entertainment. Він є одним з найперших працівників, яких найняли Майк Морхейм і Аллен Адам. Саме Дідьє був біля витоків перших розробок компанії. Першою грою, над якою він почав працювати, була легендарна Rock N' Roll Racing. Він взявся за справу з величезним ентузіазмом і крім роботи над графікою почав пропонувати безліч ідей для різноманітності геймплея гри. Потрібно зауважити, що Rock N' Roll Racing (по суті, перший самостійний проект Blizzard) заслужила звання кращої гоночної ігри року і була прийнята гравцями дуже добре.

#### Артдиректор
Зараз він займає посаду художнього керівника компанії. Виконує також функцію старшого художнього директора StarCraft II. Одночасно Дідьє залишається протягом багатьох років послідовним художником, і його унікальний стиль значно впливає на зовнішній вигляд всіх марок.
Своїми вчителями Дідьє вважає Френка Фразетту і Ларрі Елмора.
Семвайз дуже полюбляє малювати панд, завдяки йому у всесвіті Warcraft з'явилася раса пандаренів, яка займає своє місце в цьому фантастичному світі. Семвайз Дідьє — великий шанувальник музики хеві-метал, особливо групи Manowar. Сем створив обкладинки для дисків хеві-метал-групи HammerFall і сольного альбому її лідера Йоакима Канса, з яким дружить особисто. Зображений їм талісман групи, Гектор Храмовник, є варіацією на тему Паладина Альянсу.

#### Особливий стиль
Дідьє Семвайз володіє особливим художнім стилем.
Його стиль дуже відрізняється від стандартного, так як нерозривно пов'язаний з передбачуваним порушенням пропорцій, що дає деколи комічний ефект. Сам він описує свій стиль як «непропорційні, яскраво розмальовані, круті хлопці зі зброєю і монстри».

 Саме його стиль ліг в основу мультяшної, непропорційної графіки WarCraft'a і деяких інших ігор Blizzard. Цей стиль полюбився величезному числу гравців по всьому світу. Його малюнки мали великий вплив на графіку багатьох ігор компанії. Він був відповідальним за створення більшості розробок для ігор серії Warcraft, StarCraft і Diablo. В редакторі карт Warcraft III і в грі World of Warcraft, якщо відсутня іконка для об'єкта, то замість неї відображається особа Семвайза Дідьє.
Безліч сторонніх компаній по розробці ігор в тій чи іншій мірі намагаються копіювати стиль Семвайза в своїх іграх.

## Обкладинки альбомів[3]
Альбоми HammerFall:
- 2002 — Hearts on Fire (EP)
- 2002 — Crimson Thunder
- 2003 — One Crimson Night (Live album & DVD)
- 2005 — Blood Bound (EP)
- 2005 — Chapter V: Unbent, Unbowed, Unbroken
- 2006 — Natural High (EP)
- 2006 — Threshold
- 2009 — No Sacrifice, No Victory
- 2011 — «Send Me A Sign» (Single)
- 2014 — (r)Evolution

Він так само зробив обкладинку для сольного альбому Йоакима Канса Beyond the Gates (2004).

## Артбуки[3]
- 2002 — The Art of Warcraft
- 2005 — The Art of World of Warcraft
- 2006 — The Art of World of WarCraft: The Burning Crusade
- 2007 — World of Warcraft: The Art of the Trading Card Game Vol. 1
- 2008 — The Art of World of Warcraft: Wrath of the Lich King
- 2009 — The Cinematic Art of World of Warcraft: The Wrath of the Lich King
- 2010 — The Art of StarCraft II: Wings of Liberty
- 2012 — The Art of World of Warcraft: Mists of Pandaria
- 2013 — The Art of Blizzard Entertainment

## Список ігор, над якими працював Дідьє Семвайз[3]
- The Lost Vikings (1992)
- Rock 'n Roll Racing (1993)
- Warcraft: Orcs & Humans (1994)
- The Death and Return of Superman (1994)
- Blackthorne (1994)
- Warcraft II: Tides of Darkness (1995)
- Justice League Task Force (1995)
- Warcraft II: Beyond the Dark Portal (1996)
- Diablo (1996)
- Norse By Norse West: The Return of the Lost Vikings (1997)
- StarCraft: Brood War (1998)
- StarCraft ((1998)
- Warcraft II: Battle.net Edition (2000)
- StarCraft 64 (2000)
- Diablo II (Edycja Kolekcjonerska) (2000)
- Diablo II (2000)
- Diablo II: Lord of Destruction (2001)
- StarCraft: Ghost (2002)
- Warcraft III: Reign of Chaos (Edycja Kolekcjonerska) (2002)
- Warcraft III: Reign of Chaos (2002)
- Warcraft III: The Frozen Throne (2003)
- World of Warcraft (2004)
- World of Warcraft: The Burning Crusade (2007)
- World of Warcraft: Wrath of the Lich King (2008)
- World of Warcraft: Cataclysm (2010)
- StarCraft II: Wings of Liberty (2010)
- Diablo III (2012)
- World of Warcraft: Mists of Pandaria (2012)
- StarCraft II: Heart of the Swarm (2013)
- World of Warcraft: Warlords of Draenor (2014)